# Anello di purezza

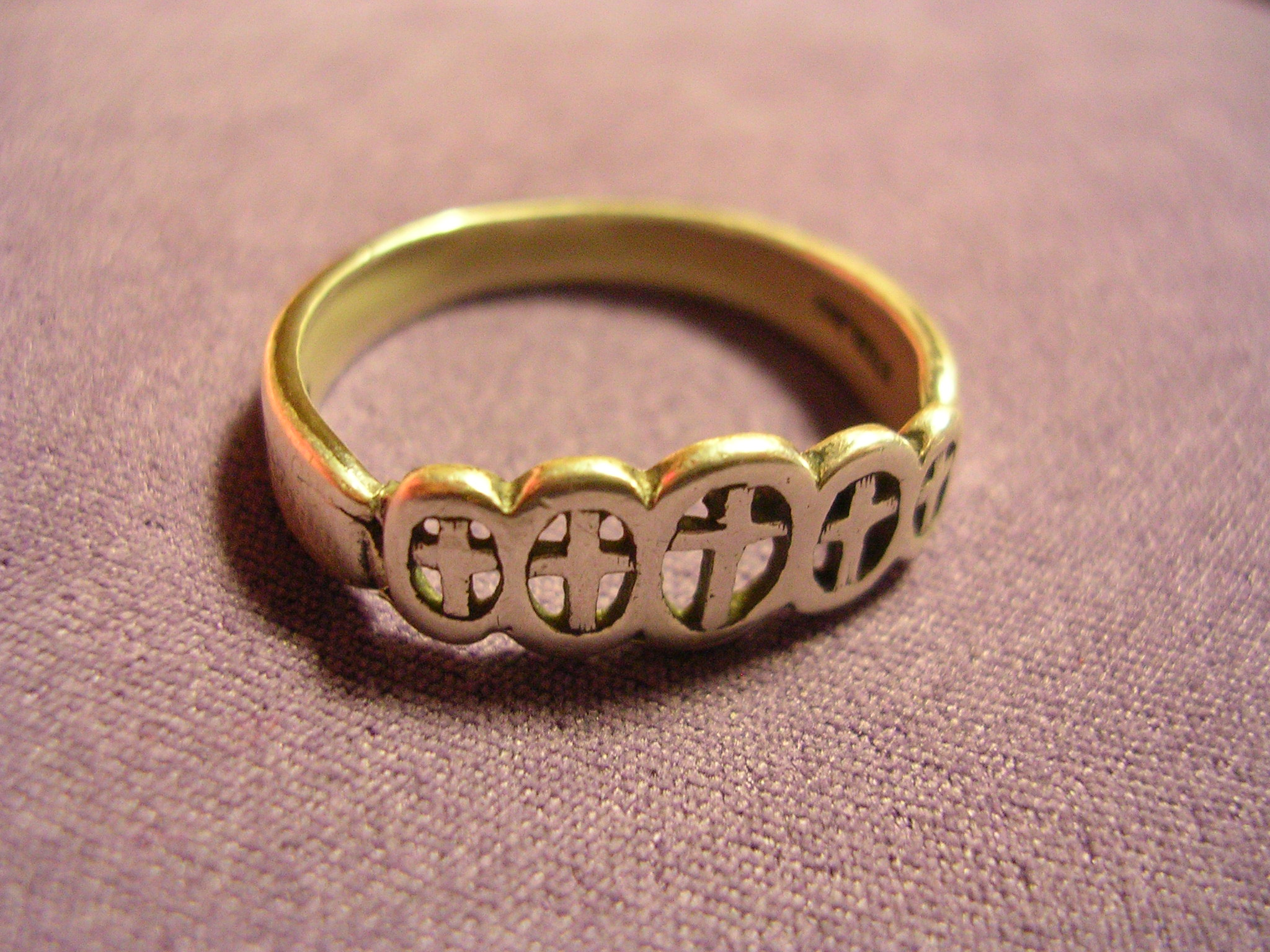
Un anello di purezza con croci cristiane

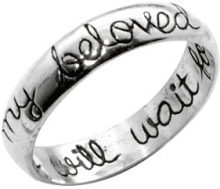
Un anello di purezza in argento sterling

L'anello di purezza (purity ring) è un anello che simboleggia la promessa a Dio di rimanere vergine fino al matrimonio, il cui uso è nato attorno agli anni novanta in Arizona e in seno alla Chiesa evangelica come movimento ecclesiale protestante denominato "Silver Ring Thing" con l'intento di moralizzare la vita sessuale degli adolescenti, di ridurre le gravidanze precoci e le malattie sessualmente trasmissibili.

## Funzione
L'anello viene portato al dito anulare sinistro; chi lo porta fa il voto di rimanere vergine fino al matrimonio, quando l'anello viene sostituito dalla fede nuziale. L'anello, che può avere diverse fogge, è destinato ai membri di tutte le religioni e quando è portato dai cristiani può avere cesellate o rappresentate in rilievo una o più croci cristiane e all'interno dei motti, come: «Il vero Amore attende» o «Una Vita, Un Amore» eccetera, può anche avere incastonati dei diamanti o altre pietre preziose. La sua funzione è di ricordare continuamente a chi lo porta il voto di verginità espresso, manifestandolo visibilmente anche agli altri e di educare i giovani alla cultura della fedeltà alla monogamia.